# 6th 吼叫專輯
「6th 吼叫專輯」（日語：6th 雄叫びアルバム）是日本的女子偶像組合Berryz工房的第5枚原創專輯。於2010年3月31日發行。唱片公司為PICCOLO TOWN。

## 概要
- 與上一張精選專輯「Berryz工房 特別精選輯 Vol.1」相距約1年2個月。與上一張專輯「5 (FIVE)」相距約1年6個月。
- 收錄第19張單曲「抱緊我 抱緊我」至第22張單曲「吶喊男孩 WAO! / 朋友就是朋友!」，一共7首A面曲。
- 本作分「初回限定盤」和「CD盤」2種版本
- 「初回限定盤」收錄了單曲「朋友就是朋友!」的PV和專輯「6th 吼叫專輯」的Making。
- 在4月12日於公信榜專輯週排行榜取得第12位。

## 收錄內容

### CD（初回限定盤・CD盤）
1. 吶喊男孩 WAO!（雄叫びボーイ WAO!）
（作詞・作曲：淳君 編曲：オダクラユウ）
22th單曲・動畫「閃電十一人」的片尾曲
2. 對手（ライバル）
（作詞・作曲：淳君 編曲：平田祥一郎）
20th單曲
3. 流星男孩（流星ボーイ）
（作詞・作曲：淳君 編曲：ダンス☆マン）
21st單曲・動畫「閃電十一人」的片尾曲
4. 愛 要用愛回報吧 (愛には 愛でしょ)
（作詞・作曲：淳君 編曲：平田祥一郎）
嗣永桃子・夏燒雅主唱
5. 青春巴士導遊 （青春バスガイド）
（作詞・作曲：淳君 編曲：大久保薫）
20th單曲・動畫「閃電十一人」的片尾曲
6. 您的朋友（君の友達）
（作詞・作曲：淳君 編曲：田中直）
7. 即使走廊非常堂皇，你也十分出眾（グランドでも廊下でも目立つ君）
（作詞・作曲：淳君 編曲：平田祥一郎）
須藤茉麻・熊井友理奈主唱
8. 朋友就是朋友!（友達は友達なんだ!）
（作詞・作曲：淳君 編曲：オオバコウスケ）
22nd單曲
9. 希望之夜 （希望の夜）
（作詞・作曲：淳君 編曲：湯浅公一）
10. 抱緊我 抱緊我（抱きしめて 抱きしめて）
（作詞・作曲：淳君 編曲：江上浩太郎）
19th單曲
11. 請給我嫉妒!（ヤキモチをください!）
（作詞・作曲：淳君 編曲：藤澤慶昌）
清水佐紀・徳永千奈美・菅谷梨沙子主唱
12. 我未來的老公 (私の未来のだんな様）
（作詞・作曲：淳君 編曲：平田祥一郎）
21st單曲

### DVD
1. 朋友就是朋友!（PV）
2. 朋友就是朋友!（Close-up Ver.）
3. 6th 吼叫專輯（Making）